# Wilhelm Hoegner
Wilhelm Hoegner (Monaco di Baviera, 23 settembre 1887 – 5 marzo 1980) è stato un giudice e politico tedesco.

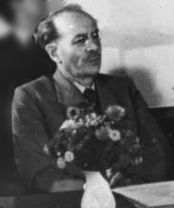
Wilhelm Hoegner

Dal 1945 a 1946 e dal 1954 a 1957 ricoprì l´incarico di Presidente della Baviera. Ad oggi è l'unico presidente dello stato non membro dell'Unione Cristiano-Sociale in Baviera. Aderì al SPD nel 1919 e fu membro del Landtag della Baviera dal 1924 a 1930. Durante il periodo nazista visse in esilio in Svizzera, dove elaborò un piano per una nuova costituzione democratica bavarese. Ciò gli diede l'epiteto di "padre della costituzione". Nel 1946, dopo Fritz Schäffer, l'amministrazione militare statunitense nominò Hoegner come Presidente della Baviera. Nello stesso anno venne eletto il primo Landtag dopo il 1933. La CSU formò un governo che incluse l´SPD con Hoegner come ministro della giustizia e vicepresidente. Dopo le elezioni del 1950 diventò ministro dell'interno, e quattro anni dopo l'SPD formò una coalizione con i liberali (FDP), il Partito Bavarese e il BHE, il partito per gli interessi dei profughi e sfollati. Hoegner ritornò come presidente, questa volta con un mandato democratico. Nel 1957, il governo cadde a causa dell'uscita dei ministri del BHE, e il Landtag elesse Hanns Seidel come presidente. Nel 1961 fu membro del parlamento nazionale, il Bundestag, per alcuni mesi.